# Ice Age – Eine coole Bescherung
Ice Age – Eine coole Bescherung (Originaltitel: Ice Age: A Mammoth Christmas) ist eine US-amerikanische, computeranimierte Fernsehkomödie und wurde als Weihnachtsspecial der Ice-Age-Reihe am 24. November 2011 erstmals in den Vereinigten Staaten ausgestrahlt. Neben der normalen 2D-Fassung auf DVD gibt es auch eine Version mit 3D-Effekten auf Blu-ray.

## Handlung
Während der Weihnachtsvorbereitungen zerstört Sid versehentlich Mannis Lieblingsdekoration, den traditionellen Weihnachtsstein. Nachdem Manni Sid eingeredet hat, er stehe nun beim Weihnachtsmann im „schwarzen Buch“ mit einer Liste von Bösen, die keine Geschenke bekommen, macht dieser sich gemeinsam mit Crash, Eddie und Peaches auf den Weg zum Nordpol, um den Weihnachtsmann davon zu überzeugen, dass er auf die Seite der Guten gehört.
Als Sid und seine Begleiter am Nordpol angekommen sind, zerstören sie die Werkstatt des Weihnachtsmannes. Währenddessen sind Manni, Ellie und Diego in größter Sorge um Peaches und machen sich ebenfalls auf den Weg Richtung Norden. Nachdem auch sie nach ihrer Reise am Nordpol angekommen sind, müssen nun alle zusammenhalten, damit Weihnachten in diesem Jahr nicht ausfällt. Mithilfe einer Armee von Mini-Faultieren machen sie zusammen genug neues Spielzeug für jedes Kind auf der Welt. Rentier Prancer und seine Familie bieten an, den Schlitten des Weihnachtsmannes zu ziehen, damit auch dieser in der Lage ist, die Geschenke auf der ganzen Welt zu verteilen.

## Synchronisation
| Rolle               | Englischer Sprecher | Deutscher Sprecher |
| ------------------- | ------------------- | ------------------ |
| Manni               | Ray Romano          | Arne Elsholtz      |
| Sid                 | John Leguizamo      | Otto Waalkes       |
| Diego               | Denis Leary         | Thomas Fritsch     |
| Ellie               | Queen Latifah       | Daniela Hoffmann   |
| Crash               | Seann William Scott | Rainer Fritzsche   |
| Eddie               | Josh Peck           | Julien Haggège     |
| Klein-Kopf-Faultier | Judah Friedlander   | Stefan Krause      |
| Prancer             | T. J. Miller        | Robin Kahnmeyer    |

## Veröffentlichung
Die Erstausstrahlung in den USA erfolgte am 24. November 2011 auf FOX. Am 27. November 2011 wurde der Kurzfilm erstmals im deutschen Fernsehen bei RTL ausgestrahlt.
Die DVD und die Blu-ray wurden am 26. November 2012 veröffentlicht.